# Digitacalia
Digitacalia es un género de plantas herbáceas perteneciente a la familia de las asteráceas. Comprende 8 especies descritas y de estas, solo 5 aceptadas.

## Taxonomía
El género fue descrito por Richard W. Pippen y publicado en Contributions from the United States National Herbarium 34: 378. 1968. La especie tipo es: Digitacalia jatrophoides (Kunth) Pippen	.	

## Especies aceptadas
A continuación se brinda un listado de las especies del género Digitacalia aceptadas hasta julio de 2012, ordenadas alfabéticamente. Para cada una se indica el nombre binomial seguido del autor, abreviado según las convenciones y usos.
- Digitacalia chiapensis (Hemsl.) Pippen
- Digitacalia crypta B.L.Turner
- Digitacalia hintoniorum B.L.Turner
- Digitacalia jatrophoides (Kunth) Pippen
- Digitacalia napeifolia (DC.) Pippen